# Sidney Farber
Sidney Farber (Buffalo, 30 settembre 1903 – Boston, 30 marzo 1973) è stato un patologo statunitense.
È noto come "il padre della moderna chemioterapia".

## Biografia
Sidney Farber nasce a Buffalo il 30 settembre 1903 da Matilda Rescovic Goldstein, americana d'origine, e Simon Farber, austriaco vissuto in Polonia ed emigrato alla fine del XIX secolo negli Stati Uniti, dove lavora come assicuratore. Sidney, terzo di quattordici figli, trascorre la sua infanzia in una comunità ebraica nella periferia della città.
Nonostante le modeste condizioni familiari, una formazione di alto livello è fondamentale per la famiglia Farber e tutti i quattordici figli vengono educati a parlare non solo la lingua ebraica, ma anche l'inglese e il tedesco. Questa attenzione alla formazione porta ben presto i suoi frutti e tra i fratelli e le sorelle emergono le più disparate qualità: si possono nominare a titolo esemplificativo i fratelli Marvin, il quale diventerà docente di filosofia all'Università di Buffalo e fondatore della rivista Philosophy and Phenomenological Research (1940), e Harold, che assumerà l'incarico di amministratore delegato di una compagnia assicurativa. La passione di Sidney, invece, si rivolge al mondo scientifico.
Egli studia filosofia e biologia al college e si laurea all'Università di Buffalo nel 1923. Successivamente intraprende gli studi in medicina alle Università di Heidelberg e di Friburgo in Germania. Il viaggio da New York a Boston passando per Heidelberg al tempo non era inusuale: nella metà degli anni venti gli studenti ebrei spesso trovavano impossibile ottenere un posto nelle Scuole di Medicina in America e pertanto si recavano a studiare in Europa (e frequentemente in Germania).
Dopo il primo anno in Germania, dove mostra subito eccellenti capacità, Sidney si trasferisce all'Università di Harvard; qui completa gli studi e consegue la laurea in medicina nel 1927. Egli si specializza in patologia svolgendo il tirocinio post lauream presso il Peter Bent Brigham Hospital (che, a seguito della fusione con il Robert Breck Brigham Hospital e il Boston Hospital for Women, è diventato il Brigham and Women's Hospital) e il Boston Children's Hospital; successivamente trascorre un anno come assistente presso l'Istituto di Patologia dell'Università di Monaco.
Nel 1928 Farber sposa Norma C. Holtzman, musicista, nota poetessa e autrice di libri per bambini, dalla quale ha quattro figli.
L'anno successivo egli viene nominato docente di patologia presso l'Università di Harvard e diventa il primo patologo a tempo pieno presso il Children's Hospital. Nello stesso luogo nel 1946 egli diventa capo del Dipartimento di Ricerca e dopo un anno primario di patologia.
Muore per un arresto cardiaco avvenuto nel suo ufficio il 30 marzo 1973.

### L'uomo oltre il medico
(Bill Koster, 17 maggio 1973, Memorial Tribute to Sidney Farber, Boston, MA, USA)
Nel ricordo di Denis R. Miller, Sidney Farber è una persona imponente sia fisicamente che intellettualmente, preciso e meticoloso sia nella vita che nello studio, il cui forte senso del dovere lo porta ad essere talvolta molto critico, ma obiettivo verso tutti. Secondo i suoi amici più stretti Farber è un amico premuroso e generoso, dotato di uno spiccato senso dello 'humour'.
Egli è estremamente formale nel comportamento e nell'abbigliamento, al punto che, durante il periodo da studente ad Harvard, viene soprannominato dai colleghi "Four Button Sid" per la sua propensione ad indossare abiti formali.
Sidney Farber è il prototipo dello studioso appassionato che dedica la sua vita ad una causa: la lotta contro il cancro. La forza che lo traina, e che lo porta a trascorrere le sue intere giornate nel suo ufficio (è noto che egli vi rimanesse fino a tarda serata), è la profonda convinzione di poter perseguire il suo obiettivo attraverso un continuo impegno nella ricerca scientifica, impegno che si esplica non solo nell'inarrestabile lavoro in laboratorio, ma anche nella gestione di campagne di sensibilizzazione per incentivare i finanziamenti a favore della ricerca stessa. Quest'ultimo compito viene svolto dal patologo in maniera molto proficua, grazie alle sue indiscusse abilità oratorie e alla sua diplomazia, che gli permettono di risultare molto persuasivo in occasione delle numerose conferenze alle quali partecipa.

### Il contributo scientifico
Sidney Farber è un appassionato ricercatore, specializzato in patologia pediatrica, che considera la patologia una forma differenziata di medicina, in quanto disciplina sempre più preoccupata della morte piuttosto che della vita. Egli trascorre numerosi anni nei laboratori del Children's Hospital, dedicandosi alle analisi al microscopio e alle autopsie, tenendosi lontano dal mondo pur così vicino dei pazienti.
La sua attività di ricerca si focalizza sulla leucemia, malattia allora ampiamente studiata e classificata, ma attorno alla quale l'impossibilità di trovare una cura aveva lasciato spazio solo al silenzio. La percentuale di sopravvivenza della leucemia linfoblastica acuta, sulla quale si concentra maggiormente lo studio del patologo in quanto forma più diffusa nei pazienti pediatrici, in quegli anni è inferiore all'1%.
Ciò, tuttavia, non toglie vigore alla determinazione e alla dedizione di Farber, che, forte delle conoscenze sull'ematologia apprese durante il tirocinio presso George Richards Minot, è convinto che una cura possa essere trovata esclusivamente attraverso lo studio delle cellule del sangue; la sua idea è quella di individuare un modo per bloccare l'anormale crescita delle cellule leucemiche. 
La grande volontà di realizzare tale progetto e lo stimolo proveniente dagli studi sull'acido folico svolti dall'ematologa Lucy Wills e dal biochimico Yellapragada Subbarow lo conducono, dunque, alla decisione di abbandonare il pur fruttuoso isolamento e avvicinarsi al mondo dei pazienti.
Osservando gli effetti stimolatori dell'acido folico sulle cellule ematopoietiche del midollo osseo, Farber ipotizza un effetto inibitorio da parte degli antagonisti dell'acido folico sulla crescita delle cellule tumorali e, per testare tale ipotesi, sottopone a trattamento, tramite iniezioni intramuscolo di antagonisti dell'acido folico, sedici bambini affetti da leucemia linfoblastica acuta. I risultati sperimentali portano ad una scoperta tanto fondamentale quanto inaspettata: tale trattamento è in grado di innescare un'accelerazione del processo leucemico con una successiva temporanea regressione.
La scoperta viene pubblicata il 3 giugno 1948 su The New England Journal of Medicine e mostra i risultati positivi riscontrati in cinque dei bambini sottoposti al trattamento. Inizialmente l'articolo viene accolto dalla comunità scientifica con grande scetticismo, mentre parallelamente ottiene notevole risonanza tra i pediatri e tra i genitori di bambini affetti, alle richieste d'aiuto dei quali Farber risponde personalmente.
Egli d'altronde, pur consapevole di essere ben lontano dall'aver trovato una cura per la leucemia, è entusiasta dei risultati ottenuti e nutre grandi speranze per le prospettive future; inoltre egli avverte l'urgenza di perseverare nella sua campagna contro il cancro, che egli stesso paragona ad una crociata.
Dopo qualche anno l'importanza della scoperta diventa chiara a tutti e la strategia clinica mostrata da Farber diviene ben presto il modello alla base del trattamento di tutti i tipi di tumori, assicurando a lui l'appellativo di “padre della moderna chemioterapia” e rappresentando l'inizio di un percorso di ricerca scientifica improntato allo sviluppo di altri agenti citotossici e al loro uso combinato nella forma di chemioterapia.
Il contributo di Farber alla ricerca scientifica, tuttavia, non si limita alla leucemia: nell'idea di utilizzare come agenti antitumorali alcuni antibiotici da poco scoperti dal microbiologo Selman Waksman, egli riscontra l'effetto inibitorio dell'actinomicina D sulla crescita delle cellule tumorali in pazienti affetti da tumore di Wilms. Per esso il patologo presenta il primo caso di remissione completa ottenuta farmacologicamente e dimostra il potente effetto sinergico di tale trattamento con la radioterapia.
Farber è autore di 248 articoli scientifici riguardanti diverse patologie, tra le quali la sindrome di morte improvvisa infantile, l'encefalite infantile, le carenze vitaminiche, la fibrosi cistica e le anomalie enzimatiche associate alla celiachia e all'insufficienza pancreatica.
Nel 1952 il patologo descrive per la prima volta un'alterazione ereditaria del metabolismo lipidico, la lipogranulomatosi disseminata, che diviene nota come malattia di Farber.
Notevoli innovazioni vengono introdotte da Farber anche sul piano clinico. Egli, infatti, inizia a diffondere la pratica di un regolare giro visite ai pazienti, stimolando l'instaurarsi di un legame più stretto tra personale medico e pazienti. Inoltre egli introduce l'idea di "total care", nel senso di cura completa del paziente che si deve realizzare mediante un approccio multidisciplinare della malattia, ossia attraverso un lavoro di gruppo ben coordinato fra tutte le figure professionali (medici, infermieri, nutrizionisti, psicologi) coinvolte nella gestione della malattia. L'efficacia di questa strategia terapeutica contribuisce senz'altro a soddisfare la richiesta di Farber di avere all'interno del Children's Hospital un intero piano dedicato all'oncologia pediatrica, il che rappresenta un'altra importante novità che gradualmente si diffonderà in tutte le strutture ospedaliere americane.

### Il caso Jimmy
Tra i casi clinici trattati da Farber, noto è quello di Einar Gustafson, bambino di dodici anni affetto da linfoma di Burkitt, in cura presso il Children's Hospital.
Durante il periodo nel quale Farber si dedica alle ricerche sull'aminopterina, Bill Koster, direttore dell'organizzazione di beneficenza Variety Club of New England, giunge al Chidren's Hospital alla ricerca di un progetto interessante che l'associazione potesse sostenere al fine di incentivare il proprio impegno sociale. 
Koster rimane molto colpito dall'entusiasmo e dall'impegno scientifico di Farber, tanto che decide di soddisfare la richiesta dello stesso di avviare una campagna di sensibilizzazione per sostenere le ricerche avviate e per costruire un centro di ricerca dedicato allo studio del cancro nei pazienti pediatrici. Così nel 1948, con il sostegno del Variety Club, viene fondato il Children's Cancer Research Fund.
Ben presto, però, si rivela necessaria un'opera di sensibilizzazione più efficace e su scala più ampia; da qui l'idea di Koster di scegliere per la fondazione una mascotte. Quest'ultima viene infine individuata nel piccolo paziente Einar.
Einar è un grande appassionato di baseball e durante il periodo di degenza esprime il desiderio di avere un televisore per poter seguire la sua squadra preferita, i Boston Braves. Da ciò l'intuizione di Koster sulla strategia d'azione per la campagna di sensibilizzazione.
Il 22 maggio 1948 Einar, presentato con il nome di "Jimmy" per protezione della privacy, partecipa al programma radiofonico Truth or Consequences condotto da Ralph Edwards. Durante la trasmissione, a fargli visita nella sua camera d'ospedale, arrivano i giocatori dei Boston Braves, i quali gli portano in dono cappelli autografati, t-shirts e biglietti omaggio per le loro partite. Dopo qualche istante viene introdotto nella stanza anche un pianoforte e sulle sue note i Boston Braves e Jimmy iniziano a cantare.
La trasmissione si conclude con l'appello agli ascoltatori di mandare un contributo affinché Jimmy possa avere il suo televisore per seguire le partite di baseball. 
Immediatamente il caso di Jimmy diventa l'emblema di tutti i bambini malati di cancro nel New England e, a seguito della trasmissione radiofonica, vengono donati ben 200.000 dollari. Ciò permette di dar vita alla The Jimmy Fund, fondazione per la ricerca contro il cancro in pazienti pediatrici, che inizia da subito a raccogliere importanti donazioni da tutto il Paese.
A seguito delle cure condotte dal dottor Farber, Jimmy (ossia Einar) riesce a guarire e a tornare nella sua casa nel nord del Maine, dove vive ancora per diversi anni, rimanendo in anonimato. 
Nel 1998 Einar decide, tramite suo fratello Clauson, di rendere nota la sua identità e lo fa in occasione del cinquantesimo anniversario della fondazione, quando egli inaugura la celebre gara sportiva tra i Red Sox e i New York Yankees al Fenway Park di Boston.
Einar vive poi a lungo fino al gennaio 2001, quando muore per un arresto cardiaco.

#### The Jimmy Fund
La Jimmy Fund, nata nel 1948 in seguito ad una propaganda radiofonica lanciata dal Variety Club a favore di Jimmy, ha sempre supportato attivamente la ricerca sulle malattie oncologiche riuscendo a raccogliere, nel corso degli anni, molte migliaia di dollari.
La notorietà della fondazione è stata indiscussa e dirompente sin dal suo esordio e nel tempo numerose sono state le iniziative proposte per la raccolta fondi: cene di beneficenza (ad esempio quella in onore di Ted Williams, giocatore che aveva partecipato alla Guerra di Corea), spettacoli circensi e teatrali, incontri con stelle del cinema (Spencer Tracy, Joan Crawford e Bing Crosby), maratone radiofoniche e televisive, manifestazioni sportive e vendite di beneficenza. In particolare si ricorda l'iniziativa intrapresa a metà degli anni '50 quando viene posto un grande salvadanaio a forma di pallone da baseball, in onore di Jimmy, all'ingresso dello Statler Hotel di Boston.
Negli stessi anni, in tutta Boston, si diffondono le cosiddette Jimmy's cans, lattine che pubblicizzano la fondazione allo scopo di raccogliere fondi per la costruzione di un nuovo ospedale pediatrico, il Dana-Farber Cancer Institute, che tuttora si erge sulla Binney Street della Longwood Avenue.

### Dana-Farber Cancer Institute

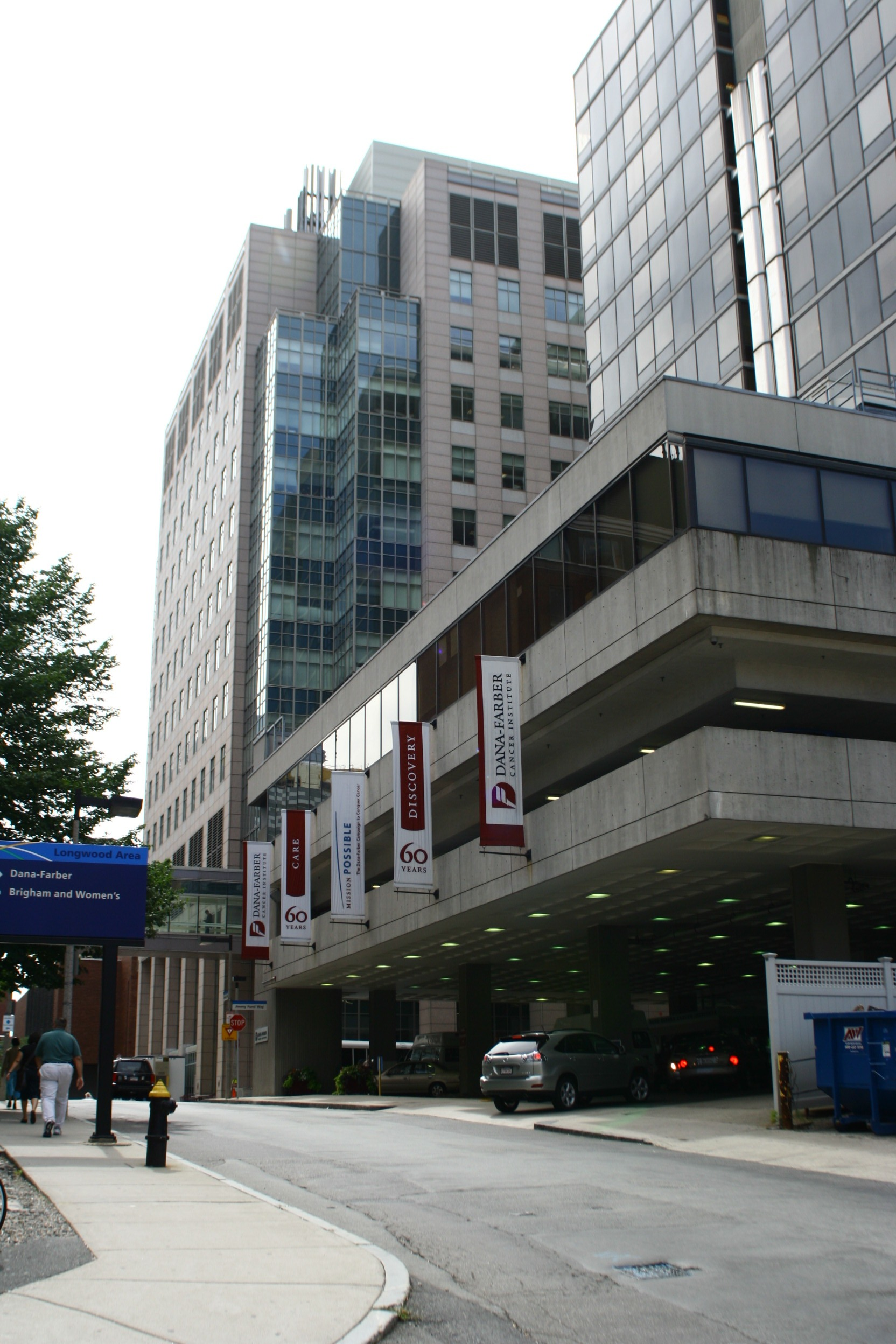
Dana-Farber Cancer Institute, Boston

Nel 1947, anche grazie all'impegno profuso dal Variety Club, il dottor Farber fonda il Children's Cancer Research Foundation, un istituto medico pediatrico specializzato in campo oncologico. Nel 1983, per mezzo della collaborazione con la Charles A. Dana Foundation, l'Istituto viene ribattezzato Dana-Farber Cancer Institute.
L'Istituto presenta varie sedi e centri satellite dislocati nel New Hampshire e nel Massachusetts; esso è in stretta collaborazione con altri importanti centri medici, quali l'Harvard Medical School, il Massachusetts General Hospital, il Boston Children's Hospital e il Partners HealthCare System.
Annualmente il Dana-Farber Cancer Institute si occupa della cura e dell'assistenza di circa 300.000 pazienti provenienti da tutto il mondo.
Tra i trattamenti di maggior rilievo a livello mondiale vi sono quelli per l'anemia aplastica e per il mieloma multiplo
Il centro, richiamandosi agli ideali di rispetto e compassione del fondatore, promuove regolarmente numerose campagne di sensibilizzazione riguardanti principalmente l'AIDS e altre malattie sessualmente trasmissibili.
Il Dana-Farber è stato collocato al primo posto nella classifica stilata dalla U.S.News & World Report tra i migliori ospedali pediatrici del New England.

Il motto dell'Istituto è: 

## Scritti principali
- Unexpected death in early life, New England Journal of Medicine, 1938, vol.219, p. 836.
- Encephalitis in infants and children caused by the virus of the eastern variety of equine encephalitis. Pathologic and clinical study, Journal of the American Medical Association, 1940, vol.114, pp. 1725–1730.
- Pancreatic enzyme activity and the celiac syndrome, Journal of Clinical Investigation, 1943, vol.22, pp. 827–838.
- The action of pteroylglutamic conjugates on man, Science, 1947, vol.106, pp. 2764–2768.
- Temporary remissions in acute leukemia in children produced by folic acid antagonist, 4-aminopteroyl-glutamic acid (aminopterin), New England Journal of Medicine, 1948, vol. 238, pp. 787–793.
- Some observations on the effect of folic acid antagonists on acute leukemia and other forms of incurable cancer, Blood, 1949, vol.4, pp. 160–167.
- A lipid disorder-disseminated 'lipogranulomatosis' – a syndrome with similarity to, and important difference from Niemann–Pick and Hand–Schu ̈ller disease, American Journal of Diseases of Children, 1952, vol.84, pp. 499–500.
- Chemotherapy in the treatment of leukemia and Wilms tumor, Journal of the American Medical Association, 1966, vol.198, pp. 826–836.

## Titoli e riconoscimenti
Sidney Farber è stato membro del National Advisory Cancer Council e del National Advisory Health Council, della Commissione Presidenziale sulle Malattie Cardiache, Cancro ed Ictus (President's Commission on Heart Disease, Cancer and Stroke), della Società di Ricerca Pediatrica (Society of Pediatric Research).
Egli è stato Presidente dell'Associazione Americana Patologi e Batteriologi (American Association of Pathologists and Bacteriologists) e ha ricevuto il riconoscimento Gold Headed Cane dalla suddetta società nel 1972. 
Nel 1968 è stato eletto Presidente della Società Americana sul Cancro (American Cancer Society).
Farber ha inoltre fatto parte del consiglio della Belgian–American Educational Foundation e del Roswell Park Research Institute di Buffalo.
Inoltre egli ha ricevuto numerosi riconoscimenti:
- The Lasker-DeBakey Award (1966), assegnato dalla Fondazione Albert e Mary Lasker di New York

- The Judd Award for Cancer Research, ottenuto dal Memorial Sloan-Kettering Cancer Center
- The Great Medal dell'Università di Ghent
- The Variety Club's International Humanitarian Award (1964)
- The Heath Memorial Award dall'Istituto per i Tumori M.D. Anderson (M.D. Anderson Cancer Center) (1967)
- The Oscar B. Hunter  della Società Terapeutica Americana (American Therapeutic Society) (1968).

Infine è stato insignito di titoli onorifici dalle seguenti università:
- Università di Suffolk
- Università di Boston
- Brandeis University
- Università di Providence
- Università Cattolica di Lovanio
- Istituto Karolinska
- Albert Einstein College of Medicine
- New York Medical College[14]